# 落合陽一

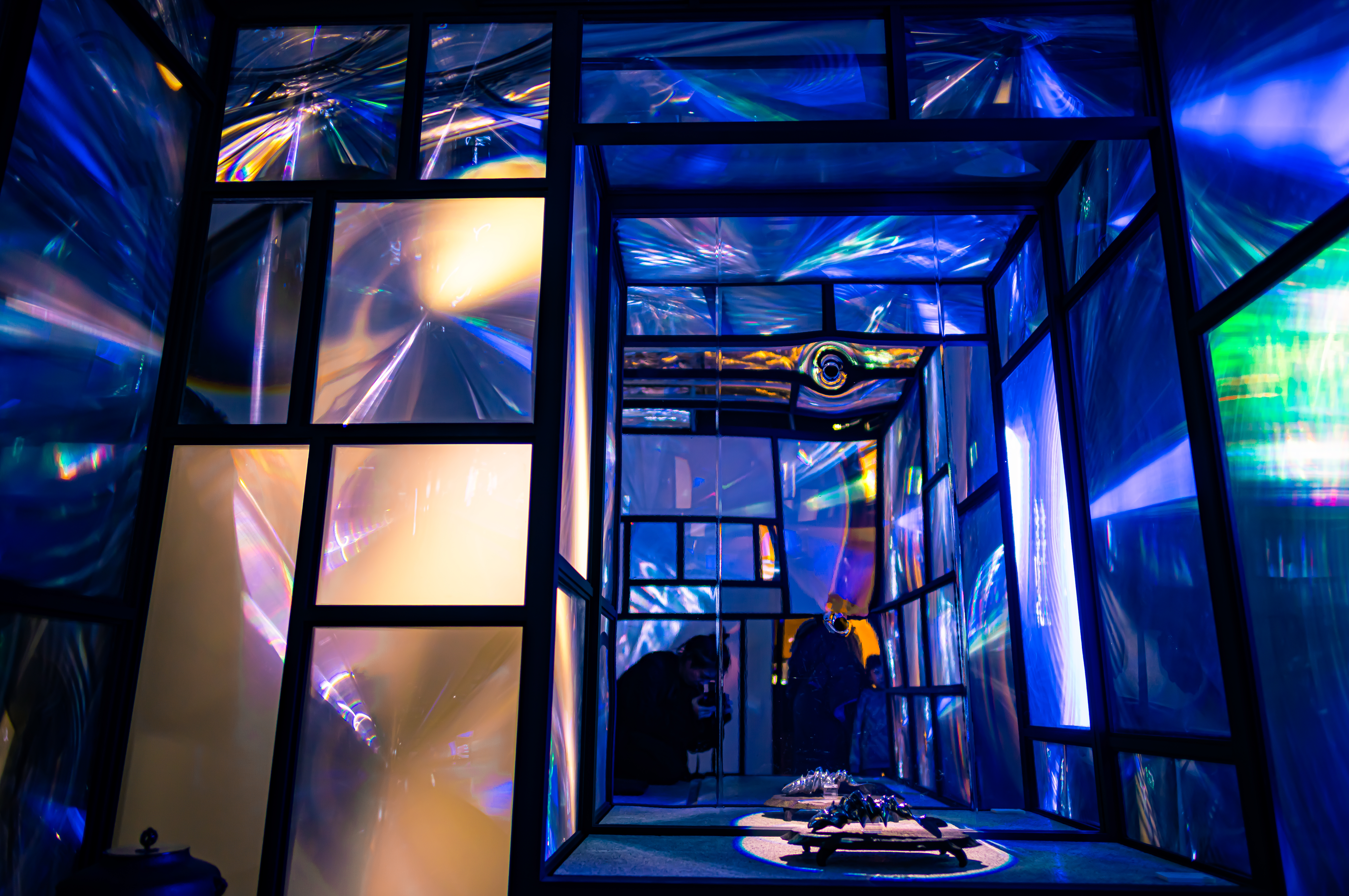
null-an

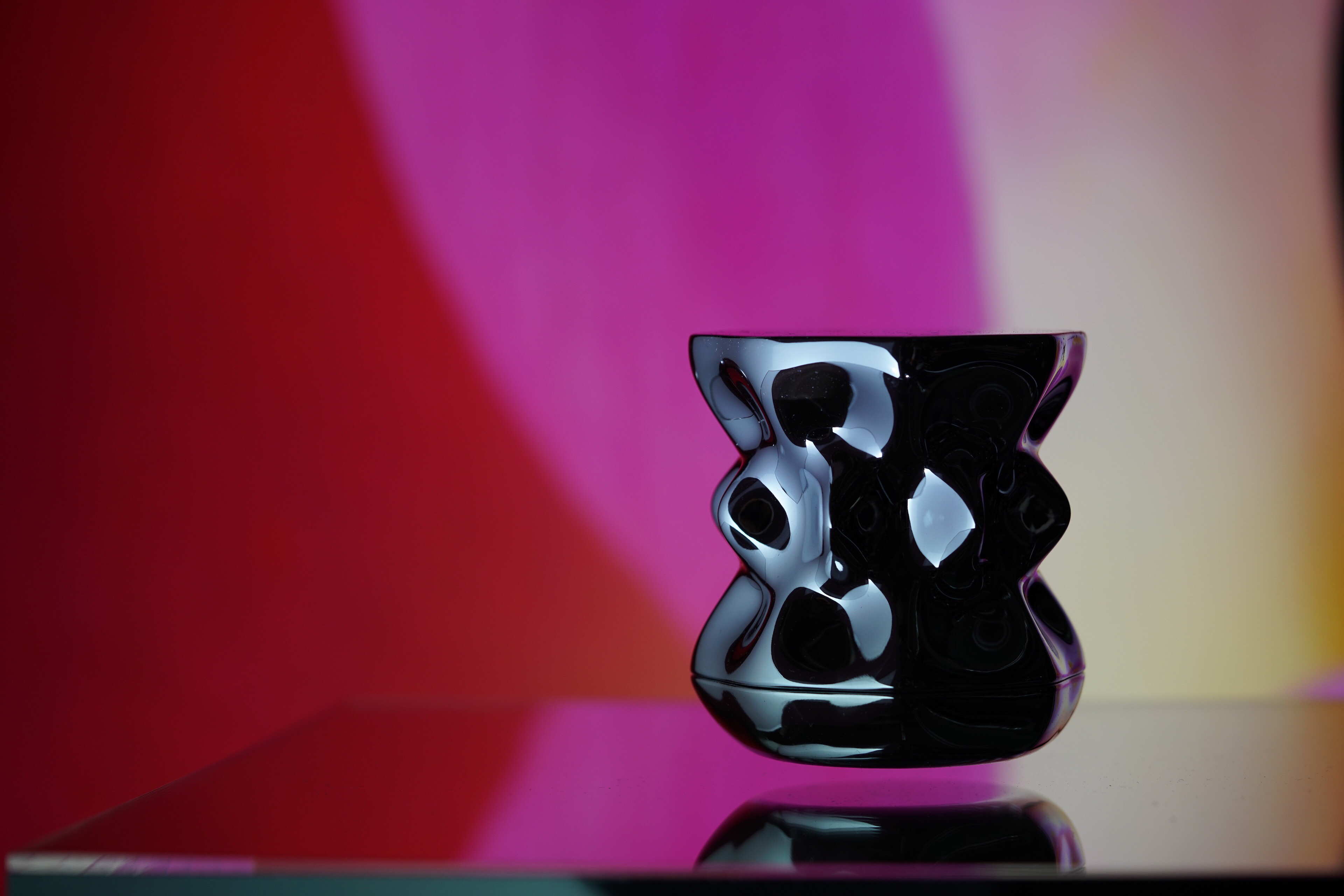
Borrowed Scenery and Materialized Waves 2017

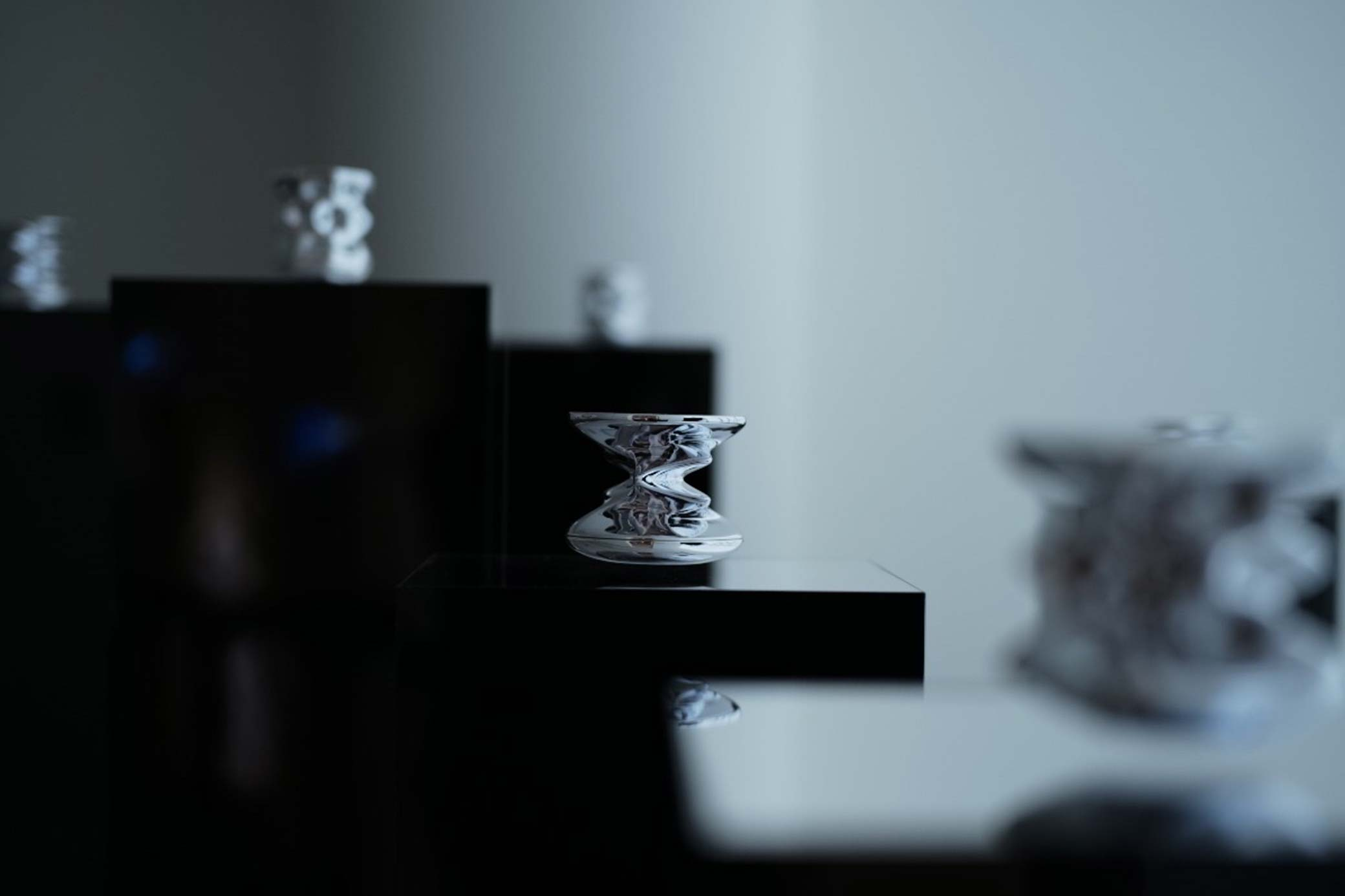
Borrowed Scenery and Materialized Waves

落合陽一（日语：落合 陽一，1987年9月16日—）是一位日本媒体艺术家、企业家和学者。 他拥有东京大学博士学位，现任筑波大学图书馆情报媒体系副教授和数字自然开发研究中心主任， 同时也是数字好莱坞大学特聘教授，以及大阪艺术大学、京都市立艺术大学和金泽美术工艺大学的客座教授。

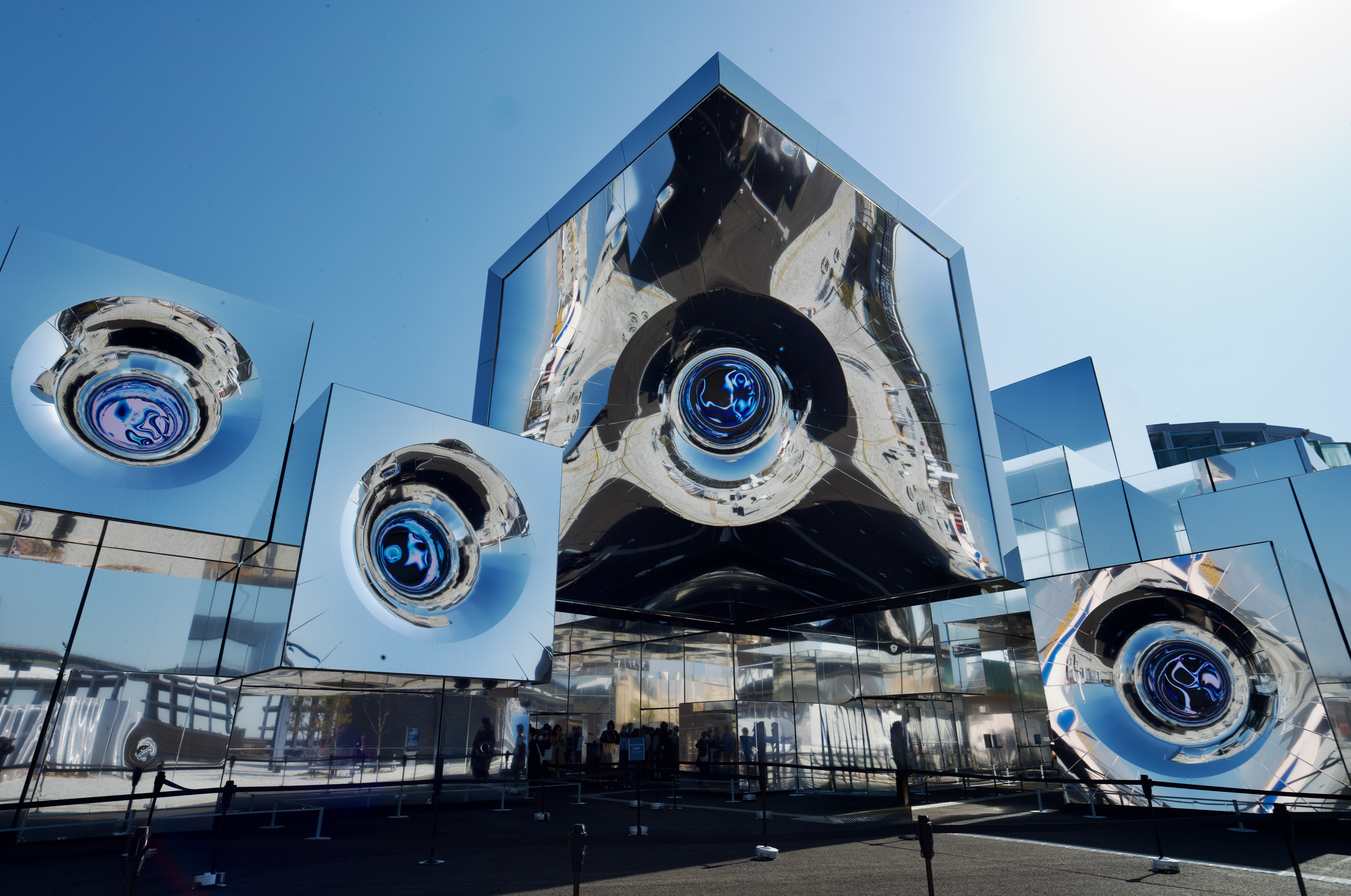
null²

## 生平与教育背景
落合陽一1987年9月16日出生于日本东京都港区，父亲是著名记者和作家落合信彦。他于2006年毕业于开成高中，随后进入筑波大学信息学群信息媒体创成学类，2011年获得学士学位。之后，他进入东京大学大学院学际情报学府，获得博士学位。

## 主要活动

### 作为媒体艺术家

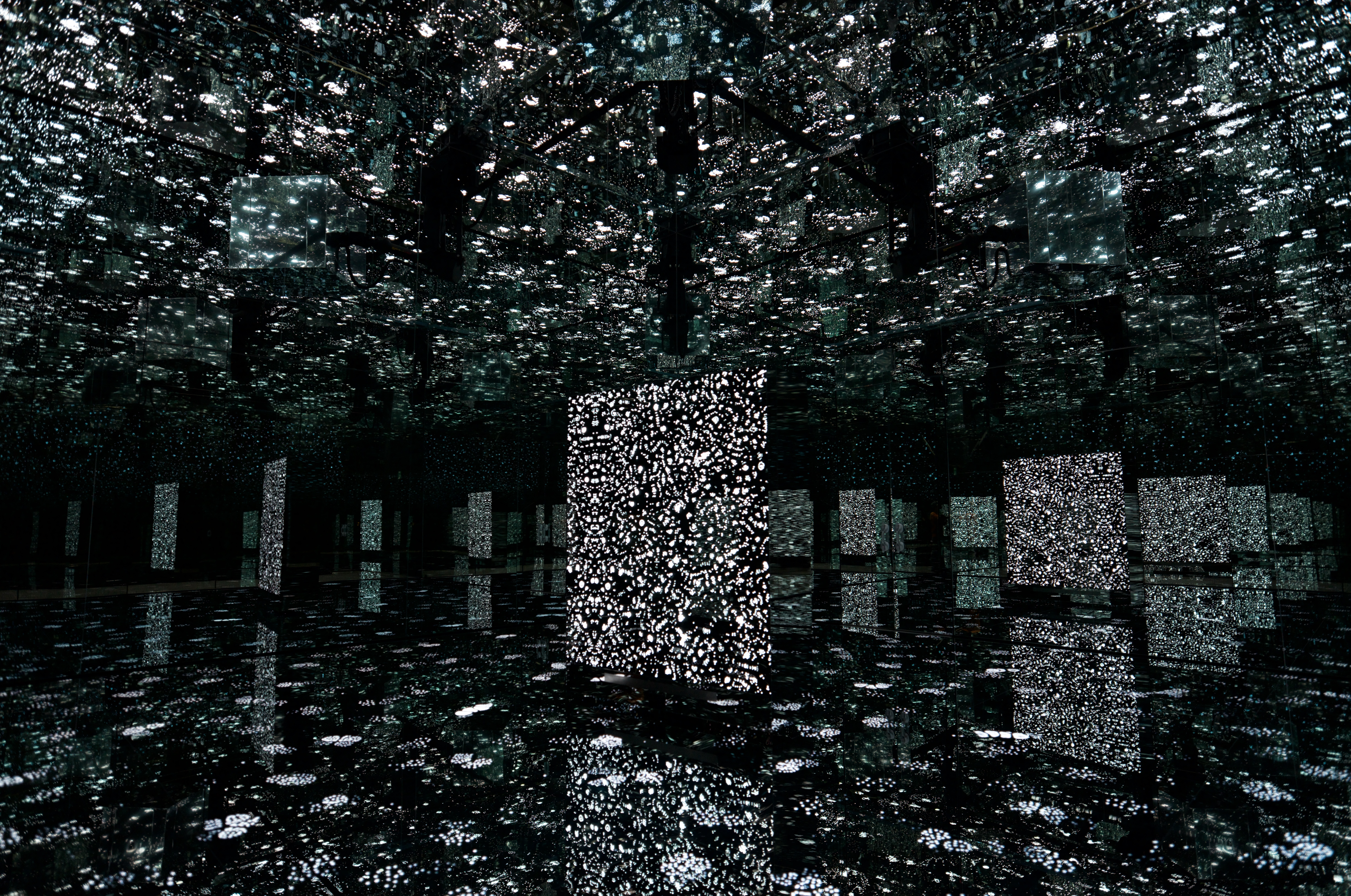
落合陽一设计的null²馆内部，2025年大阪关西世博会

落合陽一自2010年左右开始从事媒体艺术工作。作为媒体艺术家，他每年举办多次个展和群展，并积极参与日本文化的国际传播活动。
落合的艺术活动范围广泛，从研究到社会实践，不仅限于电子技术的表达。他认为："无论是日本绘画还是西方绘画，使用'自然'环境中的元素创作艺术作品的本土化、大众艺术和本地消费的生产过程自古以来就没有改变"，并将媒体艺术视为"数字自然的本土艺术"。
2021年2月，作为文化交流使，落合在香港艺术中心举办了首次海外个展"物化：Transformation of Material Things"。该展览通过数字自然的概念在东方哲学背景下探索，展示了受道家"物化"和华严哲学思想启发的作品。例如，他的代表作《计算机自然的形态》使用机械蝴蝶和真实蝴蝶标本，质问人工物与自然物何为"真实"。
2025年，落合担任大阪关西世博会主题馆"null²"（读作"null null"）的制作人，创造了一个融合数字技术与生命和谐的独特展示空间。展馆外观使用镜面特殊薄膜反映周围景观，并通过数字化访客身体与有机变化的装置互动，提供前所未有的互动体验。

### 作为研究者
落合陽一以"数字自然"为愿景进行研究，自2015年起在筑波大学运营自己的"数字自然实验室"（Digital Nature Group），并从2020年起担任"数字自然开发研究中心"主任。他专注于媒体艺术以及"人机交互"和使用"智能技术"与"视听技术"的应用领域。
根据中国知乎网站的介绍，落合陽一的数字自然研究室关注以现实世界导向的计算机图形学、人机界面和媒体艺术。作为东京大学大学院学际情报学府毕业的学者，他的研究室规模较大，对多元化和交叉背景的学生非常开放，每年招收的中国学生也很多。学生的研究方向十分广泛，涵盖了数字艺术、人机交互、AR/VR、数字制造等领域。
他在实验室发表的论文涉及人机交互、虚拟现实、空中显示和空间图形领域，以及人工智能与人类智能之间协作与共创的研究，还包括无障碍和多样性领域。作为研究者，他曾获得世界技术奖，并在欧洲最大的VR节拉瓦尔虚拟现实展上连续四年五次获得拉瓦尔虚拟现实奖。

### xDiversity项目
落合陽一是JST CREST"基于超级AI基础设施的空间视觉和触觉技术社会实施，实现计算多样性社会"xDiversity（跨多样性）研究的代表，同时作为一般社团法人xDiversity，致力于实现一个包容人类身体能力差异的多元社会。

### 媒体出现与公开演讲
落合陽一经常在各种媒体平台上发表对技术、社会和未来的见解。2018年5月，他在东京广告周（Advertising Week Asia）上发表演讲，提出"不浪费人们时间的广告才能存活"的观点。在演讲中，他介绍了自己的最新研究（包括AI搭载的自动驾驶轮椅和全息技术），并在日本社会老龄化和人口减少的背景下强调"不应该害怕新技术的应用"。
2022年，在NHK节目录制中，落合与中国初创企业柔宇科技（Royole）的刘自鸿CEO进行了在线对谈。落合高度评价柔宇的柔性显示技术带来的创新产品开发，称赞其"为周围物品赋予了新价值"。他还表示感受到日本企业创新力不足，认为应从柔宇等中国企业的先进举措中学习。

## 主要成就与贡献

### 研究创新
2014年，落合陽一被日本总务省主办的"异能(Inno)vation"计划选中，并被信息处理推进机构（IPA）认定为"天才程序员/超级创造者"。同年，他与同事共同成功开发了三维声学悬浮技术（Three-dimensional mid-air acoustic manipulation by ultrasonic phased arrays），实现了世界首次通过超声波在空中控制物体的尝试。这项技术被认为可能彻底改变医疗设备和制造流程。
2015年，他开发了使用飞秒激光的触觉全息图"Fairy Lights"。这项技术使人们能够直接触摸空中显示的立体图像，被认为在建筑和医疗等各个领域具有广泛应用潜力。
2021年，落合陽一的研究室开发了"See-Through Captions"项目，这是一种使用透明显示器的实时字幕系统，用于聋人和重听人士与听力正常人士的交流。通过高透明度的显示器，使人们既能看到身体语言又能看到字幕，大大改善了沟通体验。

### 企业活动
落合陽一创立的初创企业Pixie Dust Technologies（像素尘埃科技）在2019年完成B轮融资，筹集了约38.46亿日元（约2.4亿元人民币）。该公司以"将计算机技术像魔法一样融入生活"为理念，开发控制声波、光和电磁波的独特技术"Hagen波源"，并研究视网膜投影型AR显示器。
2023年8月，Pixie Dust公司在美国纳斯达克市场上市，引起国际资本市场的关注。然而，由于上市维护成本等原因，公司宣布计划在2024年底前自愿终止在美国市场的上市。

### 著作与出版物
落合陽一出版了多部著作，包括：
- 《魔法的世纪》（2015年）- 探讨现代社会中魔法与技术的融合，在日本成为畅销书[43]
- 《超AI时代的生存战略》- 探讨人工智能时代的生存策略
- 《十年后的工作图鉴》（2019年，与堀江贵文合著）- 探讨AI时代将消失和保留的职业，在中国读书界也引起关注[44]
- 《数字自然：作为生态系统的泛神化计算机的侘与寂》（2020年）- 探讨数字自然概念与东方美学的结合[45]
- 《日本再兴战略》- 探讨日本未来发展战略[46]

他的著作被翻译成多种语言，在国际上广受关注。他还经常在媒体上发表对技术、社会和未来的见解，被称为"现代魔法师"，成为日本国内外媒体经常报道的人物。

### 大阪关西世博会null²馆
作为2025年大阪关西世博会的主题馆制作人，落合陽一设计的"null²"（读作"null null"）馆是展会的亮点之一。该展馆以"磨练生命"为主题，探索数字技术与生命的和谐共存。
展馆外观采用镜面特殊薄膜，能够反射周围景观，创造出一种独特的视觉体验。内部设计允许访客的身体被数字化，并与有机变化的装置进行互动，提供前所未有的沉浸式体验。
根据中国台湾媒体报道，null²馆被认为是"最具未来感的展馆之一"，展示了落合陽一数字自然理念的集大成之作。

## 获奖经历
- 2014年：日本总务省"异能(Inno)vation"计划选拔
- 2014年：日本信息处理推进机构（IPA）"天才程序员/超级创造者"认定
- 2015年：世界技术奖（World Technology Award）IT硬件部门获奖者[50]
- 多次获得欧洲最大VR节拉瓦尔虚拟现实奖
- MIT科技评论35岁以下创新者（日本）
- SXSW创意体验ARROW奖
- PMI未来50强
- 阿波罗杂志40位40岁以下艺术与科技人物[51]